# Shu'ayb
Shuʿayb (in arabo ﺷﻌﻴﺐ‎?) è un profeta preislamico del XX sec. a.C. di cui parla in 11 passaggi il Corano, indicandolo come destinato a chiamare alla vera fede "il popolo del boschetto" (aṣḥāb al-ayka) cioè Madian, con cui sono indicati i nomadi che vivevano nei dintorni del golfo di Aqaba circa a partire dall'epoca del patriarca Abramo.

## La predicazione di Shuayb nel Corano
Shu'ayb avrebbe esortato i Madianiti a pentirsi delle proprie frodi nei commerci attraverso falsi pesi e misure, nonché a rinnegare la propria religione idolatra e  abbracciare la rettitudine e il monoteismo. Ma il popolo avrebbe rifiutato l'inviato di Dio e conseguentemente sarebbe stato distrutto con uno sterminio (rajfa), preceduto da un grido di guerra. 
La successione dei fatti descritta dal testo coranico indicherebbe che la predicazione dell'inviato di Dio Shu'ayb avrebbe provocato una divisione dei Madianiti in due fazioni, una credente l'altra idolatra, la successiva cacciata del clan minoritario dei credenti da parte dei notabili del popolo, fedeli alle tradizioni pagane con la minaccia di sterminare i ribelli e infine la rivolta del gruppo minoritario degli eletti di Dio contro la maggioranza pagana del popolo così da manifestare il giudizio di Dio attraverso un'ordalia che risulta nello sterminio della parte miscredente del popolo.

## Riferimenti testuali
Malgrado il popolo di Madian sia frequentemente citato nella Bibbia ebraica, con riferimenti che arrivano fino al periodo precedente la conquista assiro-babilonese, la predicazione di Shu'ayb non è menzionata nella Bibbia. 
I Madianiti sono una tribù nomade che ancora al tempo di Mosè viveva nella penisola del Sinai. 
Per questa ragione Shu'ayb è identificato col biblico Jetro nella tradizione dei Drusi, ma tale identificazione non trova riscontro nei commentatori islamici classici come ibn Kathir, oltre che per la diversità nel nome, anche per incompatibilità cronologiche. Secondo tale studioso Shuʿayb profetizzò quattro generazioni dopo Abramo, e viene identificato come figlio di Mīkīl, figlio a sua volta di Issachar, figlio di Midian, figlio di Abramo e Chetura. Gli studiosi che si attengono a questa tradizione valutano irrilevante l'identificazione con Jetro, che visse al tempo di Mosè, cioè diversi secoli dopo . Il profeta Shu'ayb è invece menzionato nel Corano arabo per undici volte, come inviato al popolo di Madian, o "popolo del boschetto", in modo analogo ad altri profeti come Noè, Hud, Lot, Mosè, Salih e lo stesso Maometto. Nel discorso il popolo dei Madianiti è sempre menzionato per ultimo, suggerendo che l'avvenimento descritto sia da collocarsi in un tempo successivo agli altri profeti menzionati. In particolare, la menzione dei Thamudeni nel discorso del profeta suggerisce una datazione posteriore all'evento riguardante questo popolo ammonito dal profeta Salih.

## Tomba di Shuʿayb

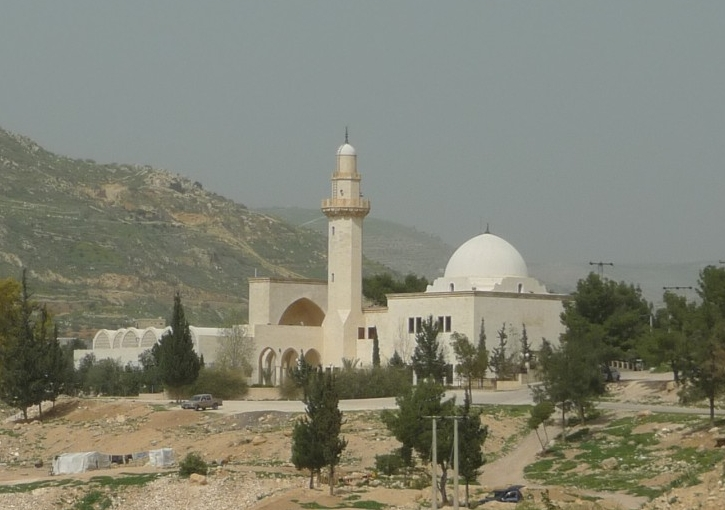
Tomba di Shuʿayb nel Wadi Shuʿayb (Giordania).

La tomba di Shuʿayb viene indicata da vari musulmani in Giordania, a 2 km a ovest di Mahis, in un'area chiamata Wadi Shuʿayb, sebbene l'Islam indichi anche altri siti nel Sinai e nella Palestina storica.
Un altro sito indicato dai Drusi è quello di Hittin nella Galilea meridionale. Ogni anno, il 25 aprile, i Drusi si riuniscono in buon numero colà per discutere dei loro problemi comunitari.